# Michel-François Delannoy
Pour les articles homonymes, voir Delannoy.
Michel-François Delannoy est un homme politique français socialiste, né le 14 août 1963 à Tourcoing (Nord). Il fut, de 2001 à 2008, le premier adjoint de Jean-Pierre Balduyck, maire de Tourcoing, avant de lui succéder. Il est battu aux élections municipales en 2014 par Gérald Darmanin.

## Biographie
Sociologue de formation, il exerce d'abord une activité de consultant sur des sujets de développement territorial au sein d'une coopérative de conseil. Il s'est engagé dans la vie militante par le combat anti-raciste et pour l'égalité des droits. Il est l'un des coordonnateurs de l'accueil de la marche pour l'égalité en 1983 dans la métropole lilloise. Il s'engage aussi dans les mouvances autogestionnaires puis les jeunes rocardiens.  
Le 9 mars 2008, il remporte les élections municipales à Tourcoing en obtenant 53,58 % des voix au premier tour, devançant largement la liste de l'UMP emmenée par le député Christian Vanneste. 
Élu conseiller général du Nord, dans le canton de Tourcoing-Nord-Est en 1998, il a été réélu en 2004. Il a été vice-président chargé du développement économique et de l'aménagement du territoire, puis vice-président délégué à la lutte contre les exclusions.
En mars 2008, vice-président du conseil général du Nord, il démissionne de ce poste tout en restant conseiller général pour se consacrer à la communauté urbaine de Lille. Il devient alors le numéro 2 de Lille Métropole Communauté Urbaine aux côtés de la présidente Martine Aubry, chargé de l'économie. A ce titre, il a créé la Plaine Image et le pôle Image Régional Pictanovo. Il lance la marque Lille Design. Il a aussi présidé le Fresnoy, Studio National des Arts Contemporains.
De 2010 à 2015, Michel-François Delannoy est au Conseil régional du Nord Pas-de-Calais. Il abandonne alors son mandat de conseiller général du Nord. Il décide de ne pas se représenter pour un second mandat en 2015. 
Le 30 mars 2014, Michel-François Delannoy (43,42 %) est battu par Gérald Darmanin qui gagne les élections municipales avec 45,61 % des suffrages et 671 voix d'avance, dans une triangulaire complétée par Jean-François Bloc (Front national (10,96 %). En mai 2017, il annonce qu'il quitte la présidence du principal groupe municipal d'opposition. 
Il est exclu du Parti socialiste en 2017 pour avoir soutenu Emmanuel Macron à l'élection présidentielle. 
En 2019, il annonce quitter le mouvement En Marche et se consacrer totalement à sa vie professionnelle. Dans ce cadre il contribue à la conception du programme Action Coeur de Ville dédié à la redynamisation des villes moyennes.
Il s'engage au sein d'ONG sur les enjeux écologiques et de la montagne. Il pratique en amateur l'alpinisme. 